# Blockschrift (Album)
Blockschrift ist das fünfte Soloalbum des Frankfurter Rappers Azad. Es erschien am 7. Dezember 2007 über die Labels Bozz Music und Universal Urban.

## Produktion
Die Lieder des Albums wurden u. a. von den Musikproduzenten Shuko, Brisk Fingaz, Benny Blanco, M3 & Noyd, Max Herre, UNIK und Sti produziert.

## Covergestaltung

Azad-Logo

Das Albumcover zeigt Azad mit freiem Oberkörper von hinten. Auf seinem Rücken befindet sich der schwarze Schriftzug BLOCKschrift, zudem trägt er eine silberne Kette mit dem Azad-Logo.

## Gastbeiträge
Auf fünf Liedern des Albums treten neben Azad andere Künstler in Erscheinung. So ist der Sänger Adel Tawil auf Prison Break Anthem (Ich glaub’ an dich) zu hören, während die Sängerin Joy Denalane einen Gastauftritt auf dem Song Ich geh für dich hat. Der Rapper Jonesmann ist beim Track So machen wir das vertreten und der Sänger Gentleman unterstützt Azad auf Zeit zu verstehen (This Can’t Be Everything). Außerdem ist das Stück Tage des Regens eine Kollaboration mit dem Sänger J-Luv.

## Titelliste
| #  | Titel                                        | Gastmusiker  | Länge |
| -- | -------------------------------------------- | ------------ | ----- |
| 1  | Zeit zu verstehen (This Can’t Be Everything) | Gentleman    | 3:53  |
| 2  | Kämpfer                                      |              | 4:30  |
| 3  | Ich bete zu dir                              |              | 3:54  |
| 4  | Tage des Regens                              | J-Luv        | 3:59  |
| 5  | Bündel für Bündel                            |              | 3:32  |
| 6  | So machen wir das                            | Jonesmann    | 3:13  |
| 7  | Ich geh für dich                             | Joy Denalane | 4:04  |
| 8  | 1 im Game                                    |              | 3:43  |
| 9  | Ghettobass                                   |              | 3:00  |
| 10 | Du fehlst mir                                |              | 4:12  |
| 11 | Alles Lügen                                  |              | 2:52  |
| 12 | TNT                                          |              | 3:33  |
| 13 | Monsterrap                                   |              | 3:39  |
| 14 | Hier / Gefangen (Lincoln Burrows)            |              | 3:07  |
| 15 | Prison Break Anthem (Ich glaub’ an dich)     | Adel Tawil   | 4:03  |

## Chartplatzierungen und Singles
Blockschrift stieg am 21. Dezember 2007 auf Platz 37 in die deutschen Albumcharts ein und belegte in den folgenden Wochen die Ränge 89 und 72. Insgesamt konnte es sich fünf Wochen in den Top 100 halten. In Österreich platzierte sich das Album auf Position 59 und in der Schweiz auf Rang 39.
Als erste Single wurde am 13. Juli 2007 das Lied Prison Break Anthem (Ich glaub’ an dich) als Titelsong zur Serie Prison Break veröffentlicht. Die Auskopplung war deutlich erfolgreicher als das Album selbst, erreichte Platz 1 der deutschen Charts und wurde für mehr als 150.000 verkaufte Einheiten mit einer Goldenen Schallplatte ausgezeichnet. Weitere Singles waren Zeit zu verstehen (This Can’t Be Everything) (DE #30, 9 Wo.) und Alles Lügen / Ghettobass (DE #74, 3 Wo.).

## Rezeption
| Professionelle Bewertungen | Professionelle Bewertungen |
| -------------------------- | -------------------------- |
| Kritiken                   |                            |
| Quelle                     | Bewertung                  |
| laut.de                    | [ 5 ]                      |

Philipp Gässlein von laut.de bewertete das Album mit zwei von möglichen fünf Punkten. Azad würde „gehemmt auf plastischen Beats“ rappen und scheine „fast durchgehend gewaltig die Bremse zu treten“. Neben den Gesangsbeiträgen, von denen besonders Gentleman kritisiert wird, fehlten auf dem Album die Gastrapper. Zudem würde „keiner der "Blockschrift"-Battletracks auch nur ansatzweise an die knochenharten Klassiker wie "A", "1 Mann Armee" oder "Blackout" heranreichen“.